# Петроселівка
Петросе́лівка — село в Україні, у Миргородському районі Полтавської області. Населення становить 14 осіб. Входить до складу Гадяцької міської громади.
Після ліквідації Гадяцького району у липні 2020 року увійшло до Миргородського району.

## Географія
Село Петроселівка розташоване між селами Грипаки та Кияшківське (0,5 км).

## Історія
1870 — дата заснування.
Село постраждало внаслідок геноциду українського народу, проведеного окупаційним урядом СРСР 1923-1933 та 1946-1947 роках.
До 2018 року орган місцевого самоврядування — Біленченківська сільська рада.